# Theodore Dreiser

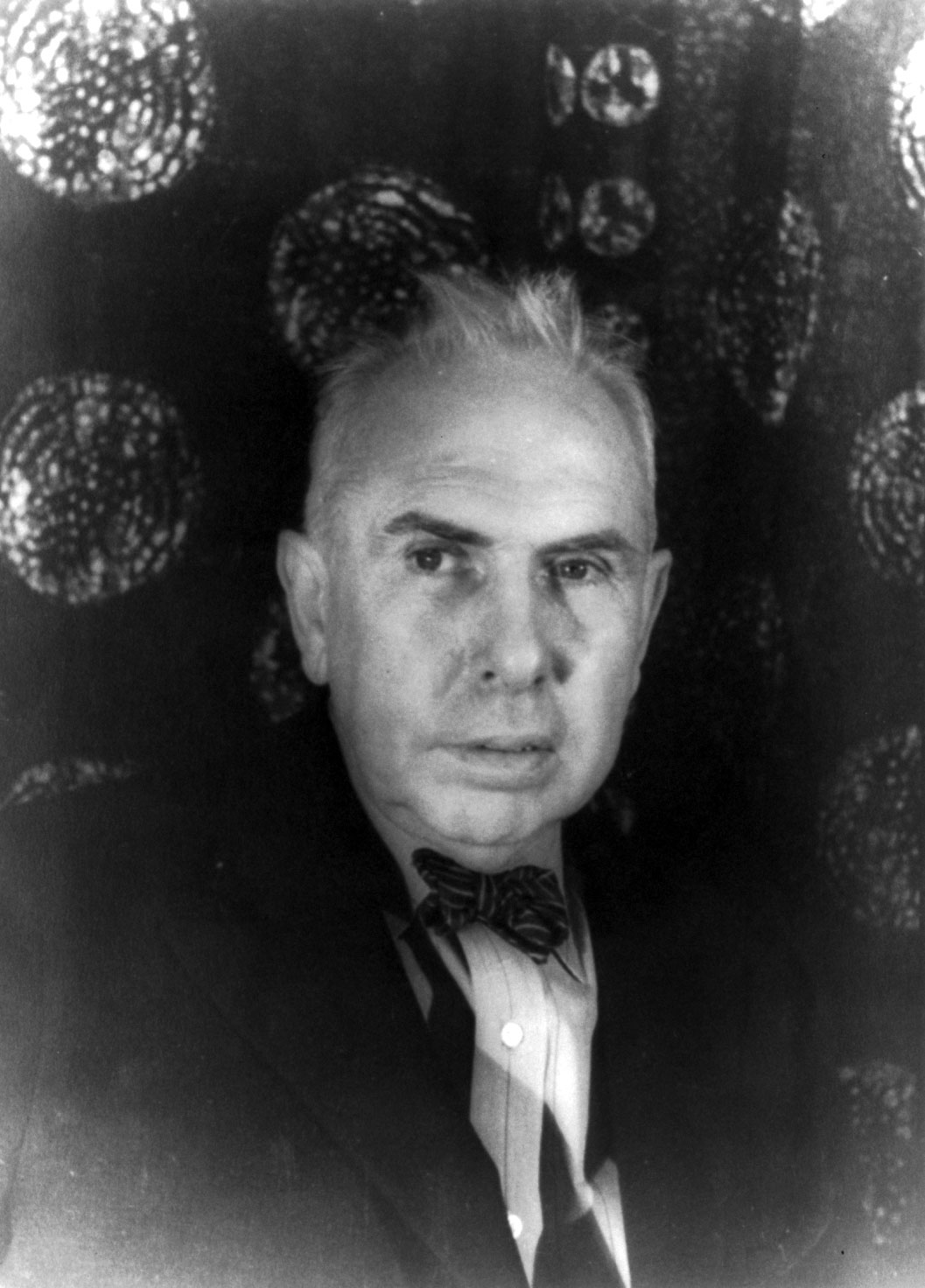
Theodore Dreiser, Fotograf Carl van Vechten, 8. November 1933

Theodore Herman Albert Dreiser (* 27. August 1871 in Terre Haute, Indiana; † 28. Dezember 1945 in Los Angeles) war ein US-amerikanischer Schriftsteller und neben Stephen Crane und Frank Norris ein Hauptvertreter des literarischen Naturalismus in Amerika.
In seinen Werken schildert er nahezu unparteiisch und in einem einfachen, bisweilen schwerfällig-wuchtigen Stil den Untergang menschlicher Existenzen im modernen Großstadtleben. Seine Romane kreisen um Sexualität, Geld, Macht und daraus resultierende Verbrechen. Nur der Stärkste kann sich in ihnen behaupten.

## Leben und Werk
Theodore Dreiser wurde als zwölftes Kind von John Paul Dreiser und dessen Gattin Sarah in Indiana geboren und katholisch getauft. Sein Vater war deutscher Immigrant aus Mayen, die Mutter stammte aus einer Mennoniten-Familie. Nach einem abgebrochenen Studium an der Indiana University war Dreiser einfacher Arbeiter, wurde Journalist am Chicago Globe und später am St. Louis Globe-Democrat. 1893 heiratete er Sarah White, von der er ab 1909 getrennt lebte.
Im Sommer 1899 begann Dreiser mit dem Schreiben von Kurzgeschichten wie McEwen und das Volk der schimmernden Sklavenjäger (McEwen of the Shining Slave Makers).
Sein erster Roman Sister Carrie (1900, im Jahr 1952 als Carrie verfilmt), der von einer Frau handelt, die vom Land in die Großstadt Chicago zieht, blieb erfolglos. Erst Jennie Gerhardt (1911) fand Anerkennung. In der Cowperwood-Trilogie (The Financier, 1912; The Titan, 1914 und The Stoic, postum 1947) bildete die Biografie des Industriemagnaten Charles Tyson Yerkes die Vorlage für die Gestaltung der Hauptfigur Cowperwood. Der Künstlerroman The Genius (1915, dt. Das Genie, 1929) fiel der Zensur zum Opfer. Dreisers bekanntestes und erfolgreichstes Werk war Eine amerikanische Tragödie (1925), das zweimal verfilmt und von Erwin Piscator für die Bühne bearbeitet wurde.
Im April 1912 hatte Dreiser vor, am Ende seines ersten Europa-Urlaubs an Bord der neuen Titanic in die Vereinigten Staaten zurückzukehren. Ein befreundeter britischer Publizist riet ihm jedoch, eine billigere Passage zu buchen, sodass Dreiser auf der Kroonland zurückfuhr.
Dreiser bereiste 1927 monatelang die Sowjetunion (Dreiser Looks at Russia, 1928). Er wurde in seinem letzten Lebensjahr Mitglied der Kommunistischen Partei der USA.
In den 20er Jahren fanden seine Werke in Europa und der UdSSR größere Anerkennung als in seiner Heimat. 1935 übersandte er dem vor allem von Kommunisten organisierten Pariser Kongress antifaschistischer Schriftsteller eine Grußbotschaft.
Während das Konzept seiner Werke bisweilen als unbeholfen kritisiert wurde, fand Dreisers prägnanter und durch psychologisches Einfühlungsvermögen gekennzeichneter Stil in der Kritik Anerkennung. Zudem wurde ihm hohe Authentizität in der Darstellung der Lebensverhältnisse in Nordamerika bescheinigt. Seine sozialistischen Zukunftshoffnungen spiegeln sich in seinen späteren Veröffentlichungen wider.

## Werke (Auswahl)
- Schwester Carrie, 1900
- Jennie Gerhardt, 1911
- Trilogie der Begierde
  - Der Finanzier, 1912
  - Der Titan, 1914
  - Der Stoiker, 1947
- Der Unentwegte (Trilogie 1912, 1914, 1947)
- Das Genie, 1915
- A Hoosier Holiday, 1916
- Eine amerikanische Tragödie, 1925
- Solon, der Quäker, 1946